# Morti nel 1724
| Questa pagina contiene informazioni ricavate automaticamente dalle voci biografiche con l'ausilio del template Bio e di un bot. L'aggiornamento è periodico e automatico e ricostruisce completamente la pagina. Se manca una persona in questa lista, sei pregato di non aggiungerla, ma accertati piuttosto che la sua voce biografica contenga il template Bio e che i dati anagrafici siano correttamente compilati. Se il template Bio manca, inseriscilo tu stesso o, in alternativa, metti l'avviso {{tmp\|Bio}} che ne segnala la mancanza. Se i dati riportati sono sbagliati, correggi direttamente la voce biografica; le modifiche saranno visibili in questa lista entro pochi giorni. Per chiarimenti vedi il progetto biografie. La lista contiene solo le 81 persone che sono citate nell'enciclopedia e per le quali è stato implementato correttamente il template Bio. Pagina aggiornata al 10 ago 2025. |

## Gennaio(2)
- 6 gennaio - Francesco Alfonso Donnoli, scrittore, poeta e insegnante italiano (n. 1635)
- 15 gennaio - George Wheler, religioso, viaggiatore e scrittore inglese (n. 1651)

## Febbraio(4)
- 3 febbraio - Ivan Michajlovič Evreinov, geodeta e esploratore russo (n. 1694)
- 5 febbraio - Marziale Carpinoni, pittore italiano (n. 1649)
- 5 febbraio - Mary Clavering, nobildonna inglese (n. 1685)
- 29 febbraio - Vincenzo Durazzo, doge italiano (n. 1635)

## Marzo(10)
- 3 marzo - Charles Piroye, organista, clavicembalista e compositore francese
- 3 marzo - Carl Raab, marinaio e militare svedese (n. 1659)
- 4 marzo - Eleonora Giuliana di Brandeburgo-Ansbach, duchessa (n. 1663)
- 6 marzo - Benedetto Falconcini, vescovo cattolico, giurista e scrittore italiano (n. 1657)
- 7 marzo - Papa Innocenzo XIII, papa, arcivescovo cattolico e cardinale italiano (n. 1655)
- 8 marzo - Enrico Zuccalli, architetto svizzero (n. 1642)
- 9 marzo - Ernesto Federico I di Sassonia-Hildburghausen, duca (n. 1681)
- 15 marzo - Maria Giovanna Battista di Savoia-Nemours, nobildonna (n. 1644)
- 21 marzo - Daniel Quare, orologiaio inglese
- 31 marzo - Sofia di Sassonia-Weissenfels, principessa sassone (n. 1654)

## Aprile(3)
- 6 aprile - Gertrude Cordovana, religiosa italiana
- 18 aprile - John Phillips, pirata inglese
- 20 aprile - Antonio Polcenigo, vescovo cattolico italiano (n. 1647)

## Maggio(7)
- 5 maggio - Sebastiano Antonio Tanara, cardinale, arcivescovo cattolico e diplomatico italiano (n. 1650)
- 6 maggio - Jules de Rohan, principe di Soubise, nobile francese (n. 1697)
- 7 maggio - Claude de Ramezay, funzionario francese (n. 1659)
- 17 maggio - Nicolas de Lamoignon de Bâville, magistrato francese (n. 1648)
- 18 maggio - Anne Julie de Melun, nobile francese (n. 1698)
- 21 maggio - Robert Harley, I conte di Oxford e conte di Mortimer, nobile e politico britannico (n. 1661)
- 21 maggio - Antonio Salvi, librettista italiano (n. 1664)

## Giugno(8)
- 1º giugno - Carlo Albani, I principe di Soriano nel Cimino, nobile italiano (n. 1687)
- 3 giugno - Maria Domenica del Liechtenstein, principessa austriaca
- 5 giugno - Henry Sacheverell, presbitero e politico inglese (n. 1675)
- 7 giugno - Johann Hugo von Wilderer, compositore tedesco
- 11 giugno - Ludovico Sabbatini, presbitero italiano (n. 1650)
- 17 giugno - Benedetto Luti, pittore italiano (n. 1666)
- 24 giugno - Johann Theile, compositore tedesco (n. 1646)
- 28 giugno - Orazio Filippo Spada, cardinale e arcivescovo cattolico italiano (n. 1659)

## Luglio(4)
- 1º luglio - Johann Baptist Homann, cartografo, editore e incisore tedesco (n. 1664)
- 7 luglio - Pompeo Sarnelli, vescovo cattolico e storico italiano (n. 1649)
- 25 luglio - Giovanni Francesco Gemelli Careri, giurista e avventuriero italiano (n. 1648)
- 31 luglio - Luigi II di Melun, nobile francese (n. 1694)

## Agosto(5)
- 18 agosto - Johann Philipp Franz von Schönborn, vescovo cattolico tedesco (n. 1673)
- 20 agosto - Antonio Francesco Peruzzini, pittore italiano
- 21 agosto - Noël Alexandre, teologo e storico francese (n. 1639)
- 25 agosto - Muzio de' Vecchi, vescovo cattolico italiano (n. 1669)
- 31 agosto - Luigi I di Spagna, re spagnolo (n. 1707)

## Settembre(6)
- 4 settembre - Giuseppe Lotario Conti, VI duca di Poli e Guadagnolo, nobile italiano (n. 1651)
- 18 settembre - Prospero Mandosio, storico e drammaturgo italiano (n. 1643)
- 19 settembre - Glikl bas Judah Leib, imprenditrice e scrittrice tedesca
- 20 settembre - Ayuki Khan (n. 1642)
- 21 settembre - Guglielmo II di Nassau-Dillenburg, principe tedesco (n. 1670)
- 24 settembre - Maria Pellina di Monaco, principessa monegasca (n. 1651)

## Ottobre(4)
- 6 ottobre - Charles Rivière, scrittore e drammaturgo francese (n. 1648)
- 7 ottobre - Federico di Schleswig-Holstein-Sonderburg-Wiesenburg, nobile tedesco (n. 1651)
- 18 ottobre - Jean de Hautefeuille, fisico, inventore e abate francese (n. 1647)
- 30 ottobre - Maria di Lorena, principessa (n. 1674)

## Novembre(5)
- 1º novembre - Humphrey Prideaux, teologo britannico (n. 1648)
- 14 novembre - John Murray, I duca di Atholl, nobile, politico e ufficiale scozzese (n. 1660)
- 16 novembre - Jack Sheppard, criminale britannico (n. 1702)
- 18 novembre - Bartolomeu de Gusmão, gesuita, inventore e naturalista portoghese (n. 1685)
- 24 novembre - Ernesto Luigi I di Sassonia-Meiningen, duca tedesco (n. 1672)

## Dicembre(3)
- 12 dicembre - Hendrik Frans Verbruggen, scultore belga (n. 1654)
- 14 dicembre - Giuseppe Antonio Castelli, pittore italiano
- 22 dicembre - Lodewijck van Ludick, pittore olandese (n. 1629)

## Senza giorno specificato(20)
- Michel-Jean Amelot de Gournay, diplomatico francese (n. 1655)
- Ferrante Amendola, pittore italiano (n. 1664)
- Johann Konrad Ammann, medico svizzero (n. 1669)
- Louis Boivin, scrittore francese (n. 1649)
- Pierre Cailleteau, architetto francese (n. 1655)
- Jane Capell, contessa di Essex, nobildonna inglese (n. 1694)
- Giovanni Battista Caruso, storico italiano (n. 1673)
- Sigismondo Caula, pittore italiano (n. 1637)
- Charlotte-Rose de Caumont de La Force, nobildonna, scrittrice e poetessa francese (n. 1654)
- Atanasio III Dabbas, vescovo e religioso siriano (n. 1647)
- Hanabusa Itchō, pittore giapponese (n. 1652)
- Edward Low, pirata inglese (n. 1690)
- Giuseppe Lucchese Prezzolini, architetto e ingegnere italiano (n. 1678)
- Chikamatsu Monzaemon, scrittore e drammaturgo giapponese (n. 1653)
- Paolo Gerolamo Piola, pittore italiano (n. 1666)
- Francesco Pittoni, pittore italiano (n. 1645)
- James Pound, astronomo inglese (n. 1669)
- Pietro Paolo Raggi, pittore italiano
- Franz Werner Tamm, pittore tedesco (n. 1658)
- Johann Leopold von Trautson, nobile e politico austriaco (n. 1659)